# Eleutheriánství
Eleutheriánství je české nové náboženské hnutí.
Toto hnutí uznává svobodu jako největší duchovní hodnotu. Současně také klade důraz na svobodu člověka do té míry, že v rámci vlastní organizace neustavuje žádné duchovní. Jako vůdčí osobnosti hnutí vystupují Vendula Záhumenská a David Záhumenský. Registrace hnutí v České republice byla podána 19. ledna 2022. Ministerstvo kultury dne 24. března 2022 řízení zastavilo.